# Sofijiwka (hromada Ołeksandriwka)
Sofijiwka (ukr. Софіївка) – wieś na Ukrainie, w obwodzie donieckim, w rejonie kramatorskim, w hromadzie Ołeksandriwka. W 2001 liczyła 287 mieszkańców, spośród których 275 wskazało jako ojczysty język ukraiński, 10 rosyjski, 1 białoruski, a 1 inny.